# Исмаил бей Серезли
Исмаил бей Серезли (на турски: İsmail Bey Serezli) е османски аянин, управлявал в Сяр през 1785 – 1813 година
.

## Биография
Исмаил бей е потомък на видно османско семейство. Около 1770 година се установява в Сяр. Той е тясно свързан е с Али бей, управител на Сяр, който управлява града самовластно. Със помощта на управителя Исмаил, убива насред улицата Хаджи Али бей, видна и уважавана личност в града, враг на баща му. За да избегне ареста, Исмаил бей бяга в Албания, където се укрива в продължение на двадесет години. В Албания успява със своята смелост да спечели доверието на много хора и много влиятелни приятели. В 1783-1785 година умират двамата най-силни негови противници. Исмаил бей събира 6000 албански наемници, с които бързо прекосява Македония, неочаквано се появява пред портите на Сяр и без никаква битка, триумфално влиза в града и става негов едноличен господар. С шестте си хиляди войници успява да възстанови реда в града. Заповяда на еничарите в Сяр да не се появяват въоръжени в града. Исмаил бей е хитър и способен дипломат. Жени се за единствената дъщеря на умиращ мощен противник и така той получава не само нейното огромно богатство, но и неоспорвана власт в града. Централната власт, изтощена от борбите срещу автономните управители, се нуждае от Исмаил бей през годините на Руско-турската война (1806 – 1812), защото винаги поддържа армия от над 10 000 души за своя сметка. Писмо от султана от 1 април 1809 година го ласкае силно и го призовава да изпрати 3000 войници на валията на Силистра, за да окаже необходимата помощ на Ниш и го назначава за командващ войските в Софийска област, за да се срещне с главнокомандващия на региона, везир Хуршид Ахмет паша. Когато Исмаил бей е на лагер с армията си извън Цариград, великият везир Мустафа паша Байрактар го кани на празненство, но Исмаил бей не отива от страх от покушение. В Сяр поддържа стабилна администрация и 1500 души християни арматоли. В региона му се заселват много бежанци от Западна Македония и Епир, бягащи от управлението на Али паша Янински.
Умира на 28 юли 1813 година. Погребан е в гробищната градина, северно от джамията Мехмед бей в Сяр. Наследен е от сина си Юсуф Мухлис паша Серезли.
За него Васил Кънчов пише в съчиненията си следното:
| „ | Особено Сяр се въздигнал във времето на Исмаил бей и неговите синове. Исмаил бей е управлявал града в края на миналото столетие и в началото на настоящото. Той бил справедлив турчин и не позволявал да се обижда християнското население. | “ |